# CBU-97传感器引爆武器
传感器引爆武器（Sensor Fuzed Weapon，SFW）是一种集束炸弹，主要对付地面的坦克群，飞机在高空投下炸弹不久，就会分离为10个带有降落伞子炸弹，接近地面时，会被子炸弹上的局部火箭推向高空，分为4个斯基特反装甲战斗部。战斗部上有双模传感器导引，导引战斗部飞向目标。
此炸彈只於伊拉克戰爭使用過一次。

## 規格
- 形式：集束炸彈
- 重量：927磅（420）
- 名稱：CBU-97传感引爆武器（SFW）
- 長度：92英寸（234）
- 直徑：15.6英寸（40）
- 骨架：SW-65戰術散灑裝置
- 彈體：10 × BLU-108/B
- 彈頭：輕型穿甲彈
- 單價：360,000美元